# 郑姬 (齐国)
郑姬（?—?），齐桓公的妾夫人，齐孝公的母亲。
郑姬原是郑国人，嫁给姜齐的国君齐桓公，生下公子昭。齐桓公的三位正室夫人，王姬、徐嬴、蔡姬，都没有儿子。齐桓公喜欢女色，待遇如同夫人的有六人：长卫姬，生了武孟（无亏）；少卫姬，生了公子元；郑姬，生了公子昭；葛嬴，生了公子潘；密姬，生了公子商人；宋华子，生了公子雍。桓公和管仲把公子昭托付给宋襄公，以他为太子。齐桓公死后，五子争位，宋国拥立公子昭即位。